# Giovanni Battista Triumfetti
Giovanni Battista Triumfetti, také Giovanni Battista Trionfetti (1656 Bologna - 1708 Řím) byl italský lékař a botanik.

## Život a kariéra
Giovanni Battista Triumfetti byl profesorem botaniky a od roku 1682 ředitelem Orto Botanico di Roma. Byl kritikem práce Malpighiho.
Charles Plumier po něm pojmenoval rostlinný rod Triumfetta z čeledi Tiliaceae. Carl Linné později toto označení převzal. Dále jeho jméno nesou druhy Centaurea triumfetti All. a Anthemis triumfetti (L.).

## Dílo
- Observationes de ortu ac vegetatione Plantarum, cum novarum stirpium historia iconibus illustrata (Řím, 1685)
- Praelusio ad publicas herbarum ostensiones: habita in Horto Medico Romanae Sapientiae anno jubilaei MDCC ; cui accesserunt novarum stirpium descriptiones & icones (Řím, 1700)
- Vindiciae veritatis a castigationibus quarundam propositionum (Řím, 1703)